# Sonus Brass Ensemble
Das Sonus Brass Ensemble wurde 1994 gegründet und ist ein klassisches Blechbläserquintett. Das Ensemble agiert im ganzen europäischen Raum und darüber hinaus (USA, auch schon Asien).
In der Besetzung mit zwei Trompeten, Horn, Posaune und Tuba bespielt dieses Ensemble zahlreiche bekannte Festivals und Konzerthäuser sowie auch viele kleinere Spielorte. Bekannt geworden ist dieses Ensemble zunächst durch seine sehr erfolgreichen Musikvermittlungs-Konzerte, wie z. B. "Die Blecharbeiter" (2004) oder auch Rocky Roccoco (2008) für die das Ensemble internationale Preise erhielt.
Das Ensemble stammt aus Vorarlberg im westlichen Teil Österreichs. Das Ensemble widmet sich primär der klassischen Musik, experimentiert aber auch in anderen Musikgenres. Mit Auftritten z. B. in der Elbphilharmonie Hamburg, dem Wiener Musikverein, dem Konzerthaus Wien, dem Lucerne Festival, der Philharmonieen Köln und Luxemburg, dem MDR Festival, dem Schleswig-Holstein Festival, den Bregenzer Festspielen und vielen anderen prominenten Konzertorten ist das Sonus Brass Ensemble ein fixer Bestandteil der Konzertszene geworden.

## Geschichte
Die beiden Trompeter Stefan Dünser und Michael Wachter gründeten das Sonus Brass Ensemble 1994. Erste Lehrer waren Edward Tarr und Jean Pierre Mathez. Das junge Blechbläserquintett begann schon in den ersten Jahren nach der Gründung Kompositionsaufträge zu vergeben. Von den über 25 uraufgeführten Werken sind mittlerweile einige im klassischen Blechbläserrepertoire zu finden. Das Ensemble absolvierte im Auftrag der Jeunesse Wien zahlreiche Konzerttourneen und weitete daraufhin sein Betätigungsfeld auf den ganzen europäischen Raum aus. Die Bregenzer Festspiele, das Lucerne Festival, die Philharmonie Luxembourg, die Elbphilharmonie Hamburg, die Kölner Philharmonie, Jeunesse Konzerthaus Wien uva. gehören mittlerweile zu fixen Partnern des Ensembles. Beginnend 2002 erarbeitete sich das Ensemble im ganzen deutschsprachigen Raum einen ausgezeichneten Ruf als Musikvermittler. Internationale Preise folgten sowie Tourneen in die USA und nach Asien. 2010 Erhielt das Ensemble den "YEAH!Earopean Award" in Berlin die bis dato begehrteste Auszeichnung im Segment Musikvermittlung. Seither hat das Ensemble einige weitere solcher Musiktheater Projekte realisiert.
Beispiele für Projekte: 2004 „Die Blecharbeiter“ (Find it Award), 2008 „Rocky Roccoco“ (Yeah EARopean Award), 2009 „Des Kaisers neue Kleider“, 2013 „Robin Hood, zu gut um wahr zu sein“, 2018 "Die Verblecherbande", 2020 "Hänsel und Gretel",2022 ist "Eine Schafgeschichte" geplant.
2014 entstand "mezzotragisch", ein inszeniertes Abendkonzert. 2018 "Leichtsinn" und das Kirchenkonzertkonzept"Lucera"
Das Ensemble hat bisher 25 Kompositionsaufträge vergeben. Komponisten mit denen das Ensemble bisher zusammenarbeite: Werner Pirchner, Tristan Schulze, Mike Svoboda, Herbert Willi, Christoph Dienz, Peter Madsen, Volker Michael Plangg, Murat Üstün, Gerold Amann, Gerald Futscher u. a.
2019 Hat sich das Ensemble umformiert und die beiden Musiker Zoltan Holb (Holb) und Jan Ströhle (Posaune) neu in ihr österreichisches Brassquintett aufgenommen.

## Tonträger und DVD

### CDs
- Sonus Brass gibt Gas 1998
- Von Wölfen und Menschen 2000 (mit Christian Brückner)
- Episoden 2002
- Barocco 2008
- Insieme 2010
- mezzotragisch 2014

### DVD
- Rocky Roccoco 2010
- Die Verblecherbande 2018